# Културни центар Горњи Милановац
Културни центар Горњи Милановац је установа за културу која ради у саставу општинске управе општине Горњи Милановац.

## Историјат
Основан је 14. октобра 1970. године, тако што су спојени Народни универзитет (у чијем је саставу пословао и биоскоп „Таково“), градска библиотека и КУД „Абрашевић“. Први директор је био Милорад Даничић Глире.
Културни центар се једно време бавио и издавачком делатношћу, издајући плоче и књиге, а из њега је „рођен“ и Завичајни музеј, касније Музеј рудничко-таковског краја.
Налази се у згради Окружног начелства у Горњем Милановцу, познатој и под називом „Стари суд“.
КЦГМ је покретач ликовне колоније „Мина Вукомановић Караџић“, Међународног бијенала уметности минијатуре и Међународног фестивала кратког филма „Кратка форма“.